# Porta San Giovanni

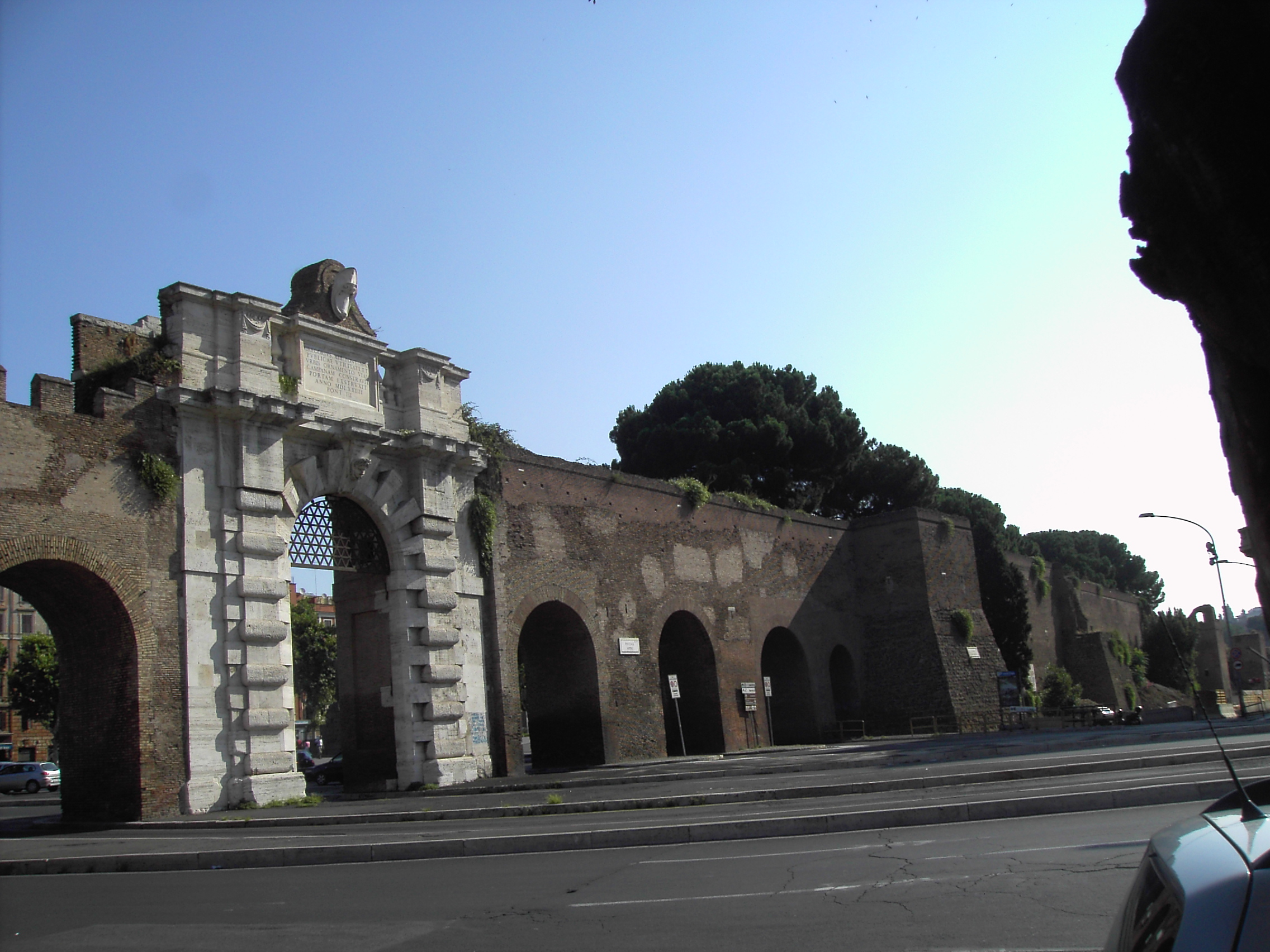
Fassade der Porta San Giovanni stadtauswärts

Porta San Giovanni ist ein Tor in der Aurelianischen Mauer in der italienischen Hauptstadt Rom, benannt nach der nahegelegenen Basilika San Giovanni in Laterano. Es wurde im Auftrag von Papst Gregor XIII. erbaut und 1574 eingeweiht. Umstritten ist, ob als Architekt Giacomo della Porta oder Giacomo del Duca herangezogen wurde, der Michelangelo beim Bau der Porta Pia assistiert hatte. Zeitgenössische Quellen erwähnen nur „einen berühmten Architekten namens Giacomo“. Nach der Eröffnung wurde die benachbarte Porta Asinaria aus der aurelianischen Zeit geschlossen.  
Das Tor steht am Anfang der Via Appia Nuova und ist aus einfachen Quadersteinen errichtet, mit einem großen bärtigen Haupt auf der Außenseite als dekorativem Element. 1926, beim Bau eines neuen Quartiers außerhalb des Tores, wurden Seitenbögen errichtet, um den wachsenden Verkehr aufnehmen zu können. Sie sind bis heute erhalten geblieben.
Auf der Piazza di Porta San Giovanni findet alljährlich seit 1990 zum Ersten Mai, dem Festa del lavoro, die Veranstaltung Concerto per celebrare il Primo Maggio statt, bei der 1996 um die 500.000 und 2006 rund 1,5 Mio. Besucher teilnahmen.